# Poliacrilamidas
Los geles de poliacrilamida se utilizan en la electroforesis en gel de poliacrilamida (PAGE). Tienen la ventaja de ser transparentes, insolubles en agua, fáciles de preparar y de poder controlar el tamaño de los poros mediante la concentración.
Otra aplicación de las poliacrilamidas es la de floculantes. Se dividen en tres tipos aniónicas, catiónicas y no iónicas.
Las poliacrilamidas aniónicas se manufacturan a partir de monómero de acrilamida y un monómero aniónico (acrilato de sodio, acrilato de amonio).
Las poliacrilamidas catiónicas se producen por copolimerización de monómero de acrilamida y un monómero acrílico catiónico.
Las poliacrilamidas no iónicas se producen partiendo de monómero de acrilamida.
- Datos: Q6081602